# Кац Максим Євгенович
Макси́м Євге́нович Кац (рос. Макси́м Евге́ньевич Кац, нар. 23 грудня 1984, Москва, СРСР) — російський ліберальний блогер, пропагандист, політик і громадський діяч.

Директор фонду «Городские проекты», створеного з Іллею Варламовим, автор каналу на YouTube, перший чемпіон Росії зі спортивного покеру та засновник-співвласник бекінгового фонду, колишній депутат муніципальних зборів московського району Щукіно від партії «Яблуко», в минулому член Координаційної ради російської опозиції. Перебуває у федеральному розшуку РФ.

## Біографія
Народився та провів дитинство в Москві, у віці з 8 до 17 років жив із сім'єю в Ізраїлі. після чого повернувся до Росії, де почав займатися вендингом. Грав у покер у московських казино і з часом зробив його основним заняттям. Кац був переможцем міжнародних турнірів покеру, 2007 року став чемпіоном Росії зі спортивного покеру.
4 червня 2012 Кац з Варламовим запустили фонд «Міські проєкти».
Закінчив університет Глазго за фахом «Міське управління та публічна політика».

## Політика
У ході подорожей різними містами світу Максим зацікавився проблемами урбаністики та міського планування та в жовтні 2011 року пройшов навчання у фірмі Яна Гейла, що займається міським дизайном. Бажаючи реалізувати на практиці свої погляди на розвиток міста, Максим вирішив зайнятися політичною діяльністю, і як початок своєї політичної кар'єри взяв участь у виборах депутатів муніципальних зборів Щукіно. Виборча кампанія Каца удостоїлася уваги багатьох ЗМІ, а його нестандартна агітаційна листівка викликала значний ажіотаж в соціальних мережах. В ході проведеного 4 березня голосування Кац зайняв четверте місце, що забезпечило йому посаду депутата в муніципальних зборах.
Максим Кац узяв участь в акціях протесту проти фальсифікації виборів і був одним з доповідачів на мітингу 10 березня.
У 2012 році — керівник виборчого штабу Іллі Варламова на виборах голови Омська. Оскільки штаб кандидата на чолі з Максимом Кацом не зумів впоратися із завданням з організації збору необхідної кількості підписів для реєстрації кандидата, виборчу кампанію довелося припинити.
У жовтні 2012 року Максим Кац був обраний до Координаційної ради російської опозиції. 27 травня 2013 заявив про вихід з Координаційної ради. У 2013 році — заступник керівника виборчого штабу Олексія Навального на виборах мера Москви. Займався встановленням «кубів» та організацією зустрічей з виборцями. Підсумком роботи стали 2 756 кубів, більше ніж 4 млн розданих агітматеріалів, а після виборів голова штабу Леонід Волков позитивно оцінив роботу Каца, назвавши його «генієм організації процесів».
Однак, через три роки після кампанії Леонід Волков заявив, що Максим Кац був звільнений зі штабу за тиждень до виборів через інтриги та погрози звернутися до правоохоронних органів при початку протиправних дій. За версією Каца, ніякого звільнення не було. У травні 2016 Олексій Навальний, негативно оцінюючи самого Каца та досвід спільної роботи з ним, виключив будь-яку подальшу взаємодію і співпрацю.

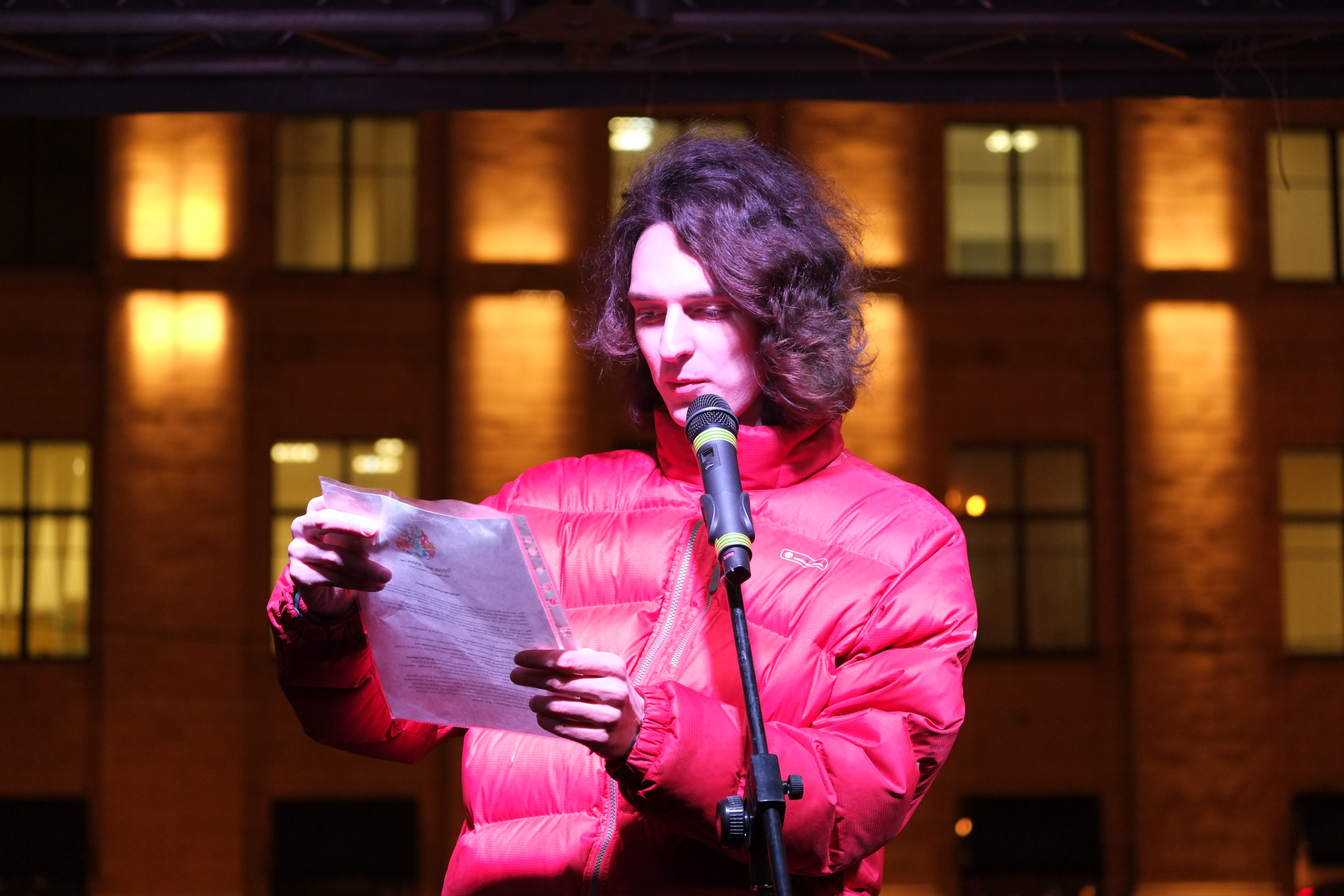
Кац читає резолюцію мітингу проти непродуманої реконструкції Тріумфальної площі, організованого Міськими проєктами 29 листопада 2013 року

У жовтні 2013 заявив про готовність балотуватися в депутати Мосміськдуми у 2014 році. Після трьох тижнів збору 5 850 підписів був зареєстрований кандидатом у 5-му виборчому округу. Кампанія фінансувалася повністю шляхом пожертвувань приватних осіб, велася за участі більш ніж 300 агітаторів. Однак, на виборах йому не вдалося перемогти. На виборчому округу № 5, де він балотувався, Кац зайняв лише третє місце (22,99 % голосів), переміг же Олег Сорока, який набрав 32,55 % голосів, якого висунула партія «Єдина Росія». Причиною поразки Кац назвав низьку явку та відсутність підтримки від партії «Яблуко».
| Місце | Кандидати в депутати | Партія        | Отриманий відсоток | Кількість отриманих голосів |
| ----- | -------------------- | ------------- | ------------------ | --------------------------- |
| 1     | Олег Сорока          | Єдина Росія   | 32,55 %            | 12 196                      |
| 2     | Сергій Бабурін       | КПРФ          | 24,34 %            | 9 128                       |
| 3     | Максим Кац           | Самовисування | 22,99 %            | 8 613                       |
| 4     | Олена Морозова       | Яблуко        | 10,84 %            | 4 066                       |
| 5     | Віталій Золочевський | ЛДПР          | 6,03 %             | 2 260                       |

У 2015 увійшов до федеральної ради партії «Громадянська ініціатива», очолив передвиборчий штаб партії на виборах до Калузької обласної думи, проте зібрані підписи були визнані недійсними та жоден зі списків партії не був зареєстрований.
У 2016 році керував виборчим штабом депутата Держдуми Ⅵ скликання Дмитра Гудкова, який на виборах до Державної Думи 18 вересня був висунутий партією «Яблуко» за Тушинським виборчим округом. У ході кампанії створив онлайн-платформу для ведення виборчої кампанії, що була удостоєна премії асоціації американських політконсультантів Pollie award у номінації «Digital/internet — foreign language». Кампанія також була нагороджена премією «International — best in Show».
Дмитро Гудков програв вибори колишньому головному санітарному лікарю РФ, кандидату від партії «Єдина Росія» Геннадію Онищенку.
| Місце | Кандидати в депутати | Партія            | Отриманий відсоток | Кількість отриманих голосів |
| ----- | -------------------- | ----------------- | ------------------ | --------------------------- |
| 1     | Геннадій Онищенко    | Єдина Росія       | 25,20 %            | 41 041                      |
| 2     | Дмитро Гудков        | Яблуко            | 19,74 %            | 32 147                      |
| 3     | Ігор Коротченко      | Родіна            | 17,34 %            | 28 248                      |
| 4     | Сергій Бабурін       | КПРФ              | 12,28 %            | 20 007                      |
| 5     | Ілля Свірідов        | Справедлива Росія | 6,54 %             | 10 655                      |

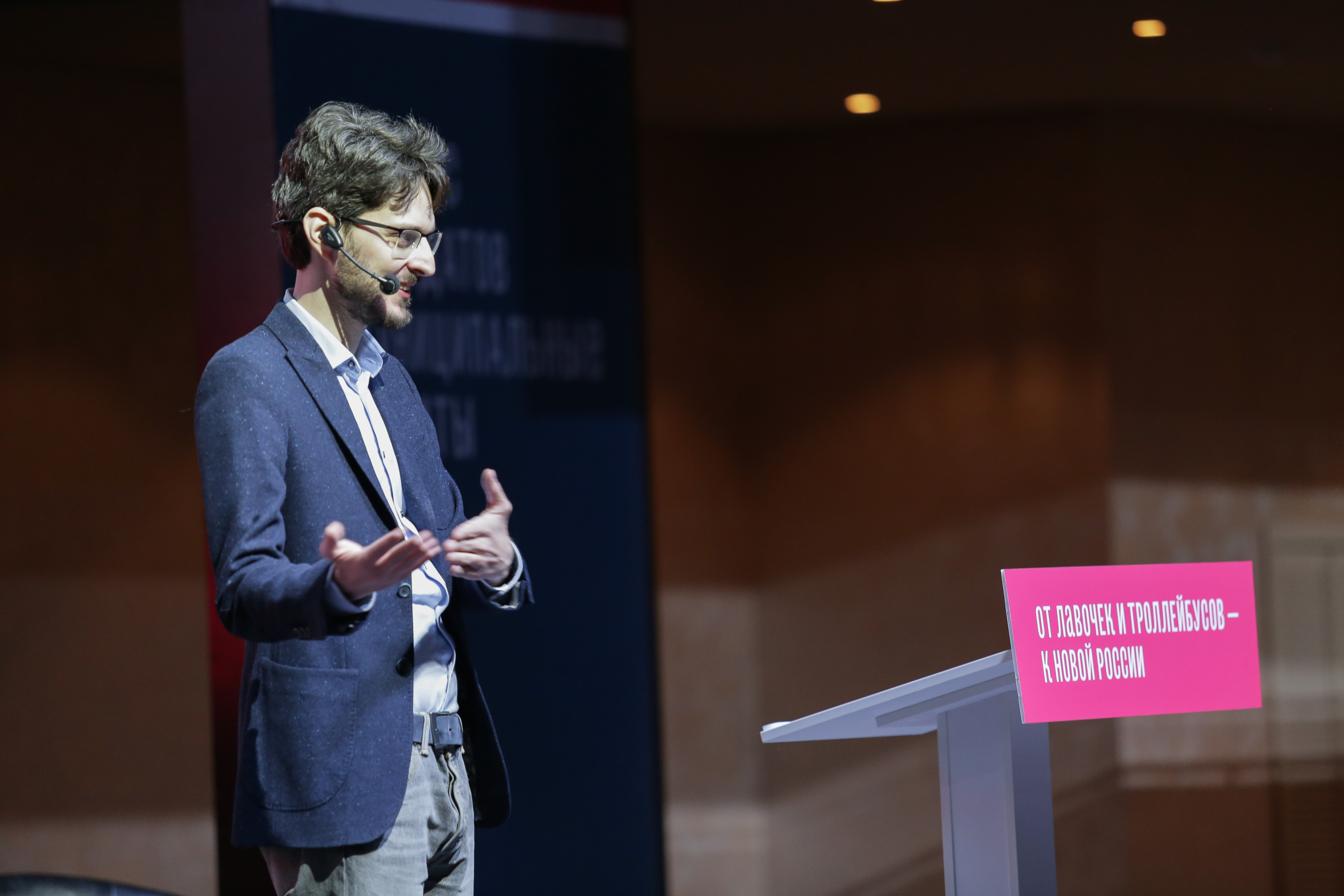
На конгресі кандидатів в муніципальні депутати проєкту «Об'єднані демократи»

У 2016 опинився серед 13 росіян, що отримали стипендію Chevening Scholarship уряду Великої Британії. Стипендія дозволяє пройти навчання у магістратурі Британського університету особам, що володіють лідерськими якостями у різних сферах. Максим Кац вступив до університету Глазго на факультет соціальних та політичних наук за фахом Public and Urban policy.
12 вересня 2016 року Кац заявив про наміри вступити до партії «Яблуко». У відео, опублікованому на цю тему, Кац сказав, що його заяву прийняв Григорій Явлінський, а у партії він «не планує бути статистом або чиєюсь людиною», закликав своїх прихильників вступати в партію, а також повідомив про наміри у майбутньому вибиратися до регіональної ради та на пост голови московського відділення партії. Пізніше у вересні 2016 Максим Кац був прийнятий до партії на засідання федерального Бюро.
Після заклику Максима Каца не менше ніж 328 людей подали заяви на вступ до партії «Яблуко». Такі дії викликали негативну реакцію у дійсного голови московського відділення партії Сергія Мітрохіна, який назвав те, що відбувається, «рейдерським захопленням», більш ніж 110 людям відмовили у прийнятті до партії через «політичну несамостійність». Пізніше ці люди були прийняті до партії федеральним Бюро, а Сергія Мітрохіна відсторонили від посади голови московського відділення партії.
У березні 2017 року Максим Кац разом із Дмитром Гудковим заснували проєкт «Об'єднані демократи», що був покликаний вибрати демократично налаштованих москвичів муніципальними депутатами на виборах у вересні. Сайт, створений Кацом та Гудковим, допомагав кандидатам пройти реєстрацію, зібрати підписи, об'єднатися у команди, надрукувати агітаційні матеріали та зібрати кошти на виборчі рахунки.
Усього 3 500 людей подали заявки на участь у даному проєкті як кандидати в депутати, однак допомогу отримували лише ті кандидати, які висловлювали чіткі опозиційні та демократичні позиції. 999 людей були висунуті, 267 з яких стали депутатами. У 62 із 125 районів Москви є як мінімум один депутат, якого підтримав проєкт, а у 17 районах такі депутати виграли більшість мандатів.
З 266 депутатів, яких підтримав проєкт «Об'єднані демократи» 177 були висунуті партією «Яблуко», що зробило партію другою у місті за кількістю депутатських мандатів. У коментарі до результатів виборів Григорій Явлінський назвав Максима Каца «ефективним союзником» та зауважив залучення інтересу молоді до виборів. Пізніше, у січні 2018, Дмитро Гудков розірвав співпрацю з Максимом Кацом через розбіжності у позиції щодо партії «Яблуко» та проєкту спостереження за виборами.
19 жовтня 2018 року став начальником штабу петербурзької партії «Яблуко» на муніципальних виборах у 2019 році.
У жовтні 2022 року оголошений у федеральний розшук у РФ за кримінальну справу через «фейки» про російську армію. З жовтня 2022 року є фігурантом сайту Миротворець.
2023 року Кац виступав за створення опозиційної коаліції проти режима Путіна за чилійським або білоруським сценарієм.

## Позиція щодо України
Кац виступає проти російського вторгнення в Україну 2022 року, засуджує війну на сході України та анексію Криму. В одному з відео висловився що «Україна зможе за бажанням стати центром справжнього некривавого російського світу», чим на його думку є «спільна мова, історія, культура та прозорі кордони». Так само він висунув гіпотезу про можливість євроінтеграції України, і сказав, що майбутній шлях України залежить від її народу.
В одному зі своїх відео з роздумами про те, чим закінчиться війна з Україною (під час дискусії про те, чи можна прихильникам російської опозиції симпатизувати українській армії як «своїй») описав українців як «людей таких самих, як ми». Він аргументує це твердженням, що «українці дивляться перед Новим роком фільм Іронія долі, нарізають олів'є, ходили на концерти ДДТ, та є частиною авдиторії його YouTube каналу». Крім того, Кац зазначив, що вирішує, кого підтримувати, «не за нашивкою на куртці військового», а «за завданнями, які ці військові виконують». Він уточнив, «у даному випадку, однозначно права Україна, а однозначно неправа Росія».
До звільнення Бучі Кац неодноразово заявляв, що вважає вбивства мирних жителів російськими ракетними установками «випадковими»[джерело?]. Він наголосив, що російська армія «не має права завдавати ударів» по будь-яких об'єктах в Україні, «ні військових, ні цивільних». Однак після того, як інформація про різанину в Бучі стала публічною, Кац назвав дії російської армії «геноцидом», заявивши, що ніколи не міг очікувати, «що російська армія розклалася за ці роки буквально до стану айнзатцгрупи».
Відразу після анексії Криму РФ він заявив, що вважає дії Росії незаконними, але виступив проти української блокади. 2014 року він назвав Крим «спірною територією» і відмовився однозначно заявити, що Крим належить Україні. У іншому відео про події в Криму він наводить і контраргументує кілька аргументів прихильників анексії Криму. У відео він висловлює думку про «відсутність численних протестів» та нібито кримчани «нормально ставились» до російських військових, а ті «поводилися ввічливо». Там же він погоджується з думкою, що Крим історично належав Росії. Попри це він каже, що Росія порушила суверенні кордони України та стверджує, що порушення кордонів є неприпустимим. У 2022 році, у двогодинному відео про Україну на каналі Іллі Варламова він розповідає про багатотисячні протести, двох загиблих, та що «ввічливими людьми» російських солдатів називало російське телебачення. У 2019 році під час муніципальних виборів у Санкт-Петербурзі Кац (будучи керівником Штабу Петербурзької партії «Яблуко») заявив кандидатам від своєї партії, що відмовить їм у допомозі, якщо вони не підпишуть меморандум із 10 пунктів. В одному з пунктів було зазначено, що «Росія має визнати суверенітет України у межах 2013 року, припинити підтримку криміналу та сепаратистів, розпалювання ненависті та пропаганду війни.» Він додав, що «якщо ви вважаєте, що це нормально відібрати в іншої країни шмат територій …/… то я не хочу вам допомагати». У 2022 році він випустив відео, у якому сказав, що це «очевидна істина», що «Крим — це Україна» і наполегливо стверджував, що в контексті повномасштабного російського вторгнення в Україну, Збройні Сили України мають право повернути Крим за допомогою військової сили. Він аргументував, що повернення Криму до складу України буде корисним для народу Криму, а також для народів Росії та України, і що це буде «катастрофою лише для Путіна». У тому ж відео він критикував своїх колег із російської опозиції за ухилення від теми Криму.
Кац стверджує, що росіяни загалом мають колективну відповідальність за війну (наголошуючи, що це відрізняється від колективної провини). Він висловлювався, що після війни Росії потрібно буде вибачитися і виплатити Україні репарації.
Кац є фігарунтом бази «Миротворець».